# Eilema squalida
Eilema squalida là một loài bướm đêm thuộc phân họ Arctiinae, họ Erebidae.